# Kathryn Janewayová
Kathryn Janewayová je fiktivní postava ze světa Star Treku. Jako kapitán vesmírné lodě Federace USS Voyager byla jednou z hlavních postav seriálu Star Trek: Vesmírná loď Voyager. Po návratu Voyageru do kvadrantu Alfa byla povýšena na viceadmirála. Ztvárnila jí herečka Kate Mulgrewová.
Postava viceadmirála Janewayové se objevila i v animovaném seriálu Star Trek: Fenomén, v němž jednu z hlavních rolí hrál také pohotovostní tréninkový holografický poradce s podobou Janewayové. Obě postavy namluvila Mulgrewová.

## Historie postavy
Postava kapitánky Voyageru se měla původně jmenovat "Elizabeth Janewayová", podle slavné spisovatelky. Poté, co byla pro tuto roli vybrána herečka Genevie Bujold, byla na její žádost kapitánka přejmenována na "Nicole Janewayovou". Genevie Bujold která však neměla zkušenosti se seriálovou produkcí, odmítla kvůli velkému zatížení roli Janewayové hned druhý den natáčení pilotního dílu "Ochránce". Byla tedy nahrazena herečkou Kate Mulgrew, která se před tím o roli také ucházela. Ta navrhla, aby byla kapitánka přejmenována na Kathryn Janewayovou. O tuto roli se dále ucházeli také herečky Erin Gray a Chelsea Field. Český dabing zajistila brněnská herečka Sylva Talpová.

## Biografie Janewayové
Kathryn Janewayová se narodila ve městě Bloomington v Indianě. Sloužila na lodi USS Al-Batani, později už jako kapitán na USS Billings, kde se seznámila s Tuvokem. Poté byli oba převeleni na loď USS Wyoming, a nakonec v roce 2371 na USS Voyager.
První misí Voyageru bylo hledat pohřešovanou loď Maquistů, kterou Cardassiané pronásledovali do oblasti Badlands, a kde byla také naposledy spatřena. V tu dobu byli obě lodě, Voyager i loď Maquistů proti své vůli zataženy až do kvadrantu delta, na místo vzdálené 75 tisíc světelných let daleko. Loď maquistského velitele Chakotaye byla poté zničena v boji z Kazon-Ogly. Janewayová se rozhodla, že zničí zařízení které je do delta kvadrantu dostalo i za cenu toho, že se nebudou moc touto cestou vrátit zpět domů. K tomu jí vedl fakt, že Kazoni by zařízení, které dodává energii na planetu Ocampa využili ke svým potřebám, a Ocampu by obsadili. Poté se Janewayová rozhodla, že spojí svojí posádku s posádkou velitele Chakotaye. Ten se tak stal prvním důstojníkem.
Po návratu Voyageru do kvadrantu alfa v roce 2378, byla Janewayová povýšena na viceadmirála. Objevila se ve filmu Star Trek: Nemesis, kdy předala kapitánu Jean-Lucu Picardovi rozkaz, aby se USS Enterprise-E vydala na misi k centrální planetě Romulanského impéria, Romulu.